# Peniel Mlapa
Peniel Kokou Mlapa, né le 20 février 1991 à Lomé, est un footballeur international togolais. Pouvant évoluer au poste d'attaquant ou de milieu offensif au Port FC.

## Biographie

### Carrière en club

#### Équipes de jeunes
Mlapa a commencé sa carrière au FC Unterföhring. En 1999, il a été recruté par le TSV 1860 Munich à l'âge de huit ans. Il a joué dans toutes les catégories d'équipes de jeunes avec ce club jusqu'à celle des moins de 19 ans, ainsi qu'avec l'équipe réserve en Regionalliga Süd.

#### TSV 1860 Munich
Le 17 mai 2009, Peniel Mlapa a fait ses débuts dans le football professionnel. Il est rentré dans le temps additionnel lors du match face à l'Alemannia Aix-la-Chapelle en 2. Bundesliga. Le 2 juin 2009, il a été intégré à l'effectif de l'équipe professionnelle des Lions de Munich. Il marque son premier but professionnel le 4 octobre 2009 contre le FC Sankt Pauli, durant la 8e journée de championnat. Lors de la journée suivante, il obtient sa première titularisation contre le MSV Duisbourg et marque à nouveau. Au total, Mlapa a joué 23 matches de championnat et marqué 6 buts avec le TSV 1860 Munich. Il a également joué deux matches de Coupe d'Allemagne.

#### TSG 1899 Hoffenheim
Le 25 mai 2010, Peniel Mlapa signe un contrat de trois ans avec le TSG 1899 Hoffenheim, pour un montant de transfert de plus d'un million d'euros. Il a inscrit un but pour son premier match avec son nouveau club face au FC Hansa Rostock en Coupe d'Allemagne le 14 août 2010. Une semaine plus tard, il marque à nouveau pour son premier match de Bundesliga, face au Werder Brême.
Au total, il a marqué cinq buts pour sa première saison dans un club de Bundesliga. 
La saison suivante se déroule moins bien: il n'a marqué qu'un seul but toutes compétitions confondues.

### Carrière en équipe nationale
Né au Togo, Peniel Mlapa a acquis la nationalité allemande durant son enfance. Il peut donc être convoqué en équipe nationale d'Allemagne. Le 7 octobre 2009, il a fait ses débuts avec les moins de 19 ans allemands contre le Luxembourg. Mlapa a aussi été appelé par l'équipe nationale du Togo pour jouer le match du 14 novembre 2009 face au Gabon dans le cadre des qualifications pour la Coupe du monde 2010, mais il a décliné l'offre. Par la suite, il a fait partie de l'équipe d'Allemagne espoirs.

## Palmarès
- Médaille Fritz Walter d'or en 2010 (catégorie moins de 19 ans)

## Statistiques
Le tableau ci-dessous récapitule les statistiques de Peniel Mlapa lors de sa carrière en club :
| Saison                | Club                  | Championnat           | Championnat | Championnat | Coupe(s) nationale(s) | Coupe(s) nationale(s) | Compétition(s) continentale(s) | Compétition(s) continentale(s) | Compétition(s) continentale(s) | Total | Total |
| Saison                | Club                  | Division              | M.          | B.          | M.                    | B.                    | Comp.                          | M.                             | B.                             | M.    | B.    |
| 2008-2009             | 1860 Munich           | 2. Bundesliga         | 2           | 0           | -                     | -                     | -                              | -                              | -                              | 2     | 0     |
| 2009-2010             | 1860 Munich           | 2. Bundesliga         | 21          | 6           | 2                     | 0                     | -                              | -                              | -                              | 23    | 6     |
| 2010-2011             | 1899 Hoffenheim       | Bundesliga            | 30          | 4           | 4                     | 1                     | -                              | -                              | -                              | 34    | 5     |
| 2011-2012             | 1899 Hoffenheim       | Bundesliga            | 24          | 1           | 4                     | 0                     | -                              | -                              | -                              | 28    | 1     |
| 2012-2013             | Borussia M'Gladbach   | Bundesliga            | 20          | 2           | 1                     | 0                     | C3                             | 5                              | 1                              | 26    | 3     |
| 2013-2014             | Borussia M'Gladbach   | Bundesliga            | 5           | 1           | -                     | -                     | -                              | -                              | -                              | 5     | 1     |
| 2014-2015             | FC Nuremberg (prêt)   | 2. Bundesliga         | 24          | 3           | 1                     | 0                     | -                              | -                              | -                              | 25    | 3     |
| 2015-2016             | VfL Bochum            | 2. Bundesliga         | 28          | 5           | 3                     | 0                     | -                              | -                              | -                              | 31    | 5     |
| 2016-2017             | VfL Bochum            | 2. Bundesliga         | 32          | 8           | 1                     | 0                     | -                              | -                              | -                              | 33    | 8     |
| 2017-2018             | VfL Bochum            | 2. Bundesliga         | 2           | 0           | -                     | -                     | -                              | -                              | -                              | 2     | 0     |
| 2017-2018             | Dynamo Dresde         | 2. Bundesliga         | 4           | 0           | -                     | -                     | -                              | -                              | -                              | 4     | 0     |
| Total sur la carrière | Total sur la carrière | Total sur la carrière | 192         | 30          | 16                    | 1                     | -                              | 5                              | 1                              | 213   | 32    |